# 세이노 도모아키
세이노 도모아키(일본어: 清野 智秋, 1981년 9월 29일 ~ )는 일본의 전 축구 선수이다.

## 구단 경력
과거 주빌로 이와타, 콘사돌레 삿포로에서 활동하였다.